# 4 o'Clock
4 o'Clock è un EP di Emilie Autumn pubblicato il 18 gennaio 2008 dall'etichetta Trisol Music Group. La prima edizione è stata lanciata in edizione limitata Digipak, mentre quella definitiva è stata messa in commercio un mese più tardi, il 29 febbraio 2008.
La traccia Organ Grinder fa parte della colonna sonora del film Saw III - L'enigma senza fine.

## Tracce
1. 4 o'Clock - 5:16
2. My Fairweather Friend - 3:30
3. Gothic Lolita (Bad Poetry Mix by Sieben/Matt Howden) - 4:30
4. Swallow (Filthy Victorian Mix by Perfidious Words) - 5:05
5. Swallow (Oyster Mix by Punto Omega) - 3:38
6. Organ Grinder - 3:21
7. Excerpts From the upcoming book “The Asylum” - 4:00
8. Words from “The Asylum”' - 3:13
9. Is It My Body (Hidden Track) - 4:08